# Herakleios

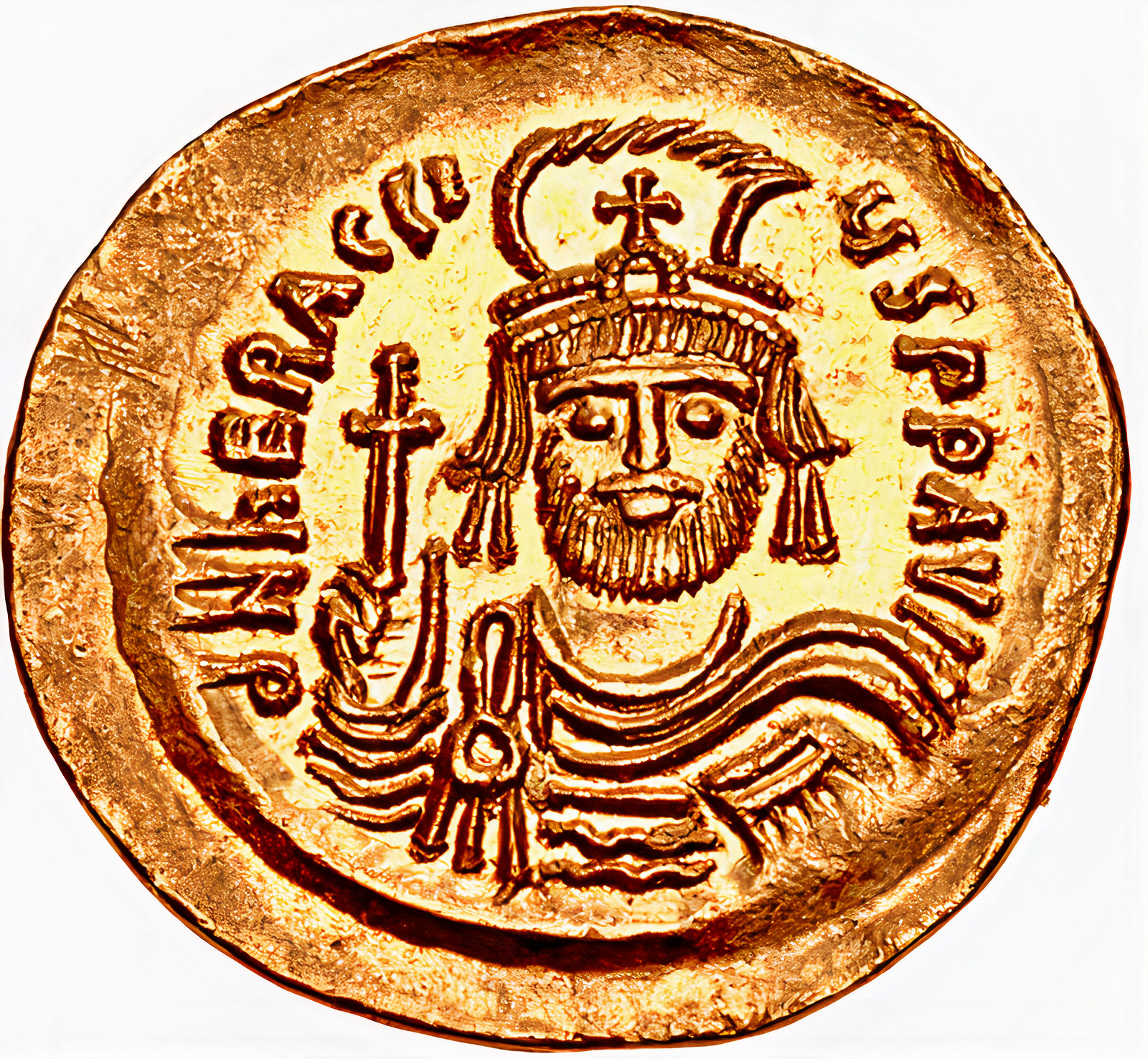
Solidus des Herakleios, geprägt 610-613, mit der lateinischen Legende DN HERACLIVS PP AVG (Dominus noster Heraclius perpetuus Augustus).

Herakleios (lateinisch Flavius Heraclius; mittelgriechisch Φλάβιος Ἡράκλειος Flavios Heraklios; * um 575 in Kappadokien; † 11. Februar 641 in Konstantinopel) war vom 5. Oktober 610 bis zu seinem Tod oströmischer bzw. byzantinischer Kaiser. Er war einer der bedeutendsten oströmischen Herrscher und kann zugleich als der letzte Herrscher der Spätantike und der erste Kaiser des mittelbyzantinischen Reiches gelten. Die von ihm begründete Dynastie regierte bis zum Jahre 711.
Herakleios’ gesamte Regierungszeit war geprägt von einem militärischen Abwehrkampf gegen äußere Aggressoren, zuerst gegen die Perser und die Awaren, später dann gegen die Araber. Im Inneren vollzog sich die Wandlung hin zum nun vollständig gräzisierten Imperium, wobei Staat und Gesellschaft tiefen Veränderungen unterworfen waren.

## Leben

### Herkunft und Thronbesteigung

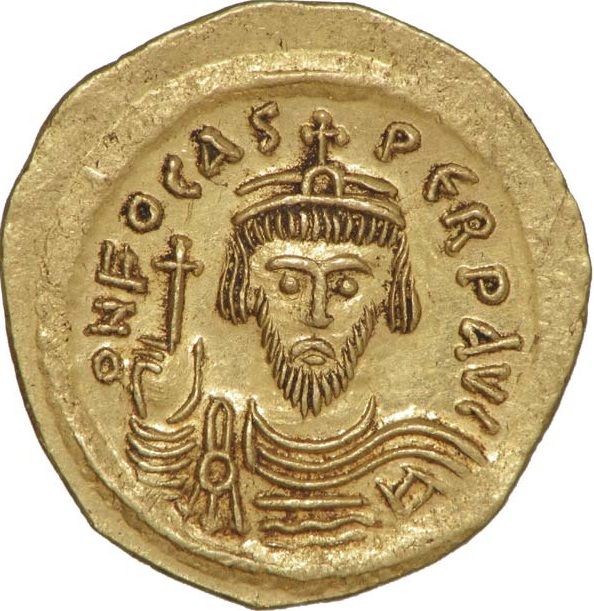
Solidus des Kaisers Phokas

Flavius Heraclius war wahrscheinlich armenischer Abstammung, wenngleich die Herkunft seiner Familie in den Quellen teils abweichend angegeben wird. Seine Mutter hieß Epiphania, sein Vater, Herakleios der Ältere, war unter Kaiser Maurikios General gewesen, bevor er zum Exarchen von Karthago ernannt wurde (im Prinzip ein Gouverneur mit weitreichenden militärischen und zivilen Befugnissen, siehe Exarchat von Karthago). Der jüngere Herakleios dürfte auch noch Latein gesprochen haben, doch seine Muttersprache wird wohl Griechisch gewesen sein. Möglich (aber eher unwahrscheinlich) ist auch eine Abstammung von den Arsakiden, die bis 226 in Persien und bis 428 in Armenien regierten.

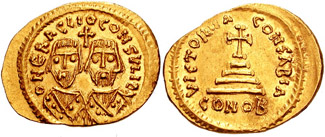
Solidus des Herakleios aus dem Jahr 608, der ihn und seinen Vater als Konsuln zeigt

Einige Zeit nach der Machtergreifung des Phokas, in deren Verlauf Kaiser Maurikios samt seiner Familie ermordet wurde, kam es offenbar infolge der Unzufriedenheit mit dessen Regierung zur Kontaktaufnahme zwischen senatorischen Dissidenten in Konstantinopel und Herakleios’ Vater. 608 erhob sich Herakleios, interessanterweise zunächst noch nicht als Gegenkaiser, sondern als „Konsul“, gegen Phokas. Anschließend marschierte ein Heer unter der Führung des Niketas, eines Vetters von Herakleios, in Ägypten ein, die Kornkammer des Reiches; die Besetzung des Landes wurde womöglich durch die reiche und einflussreiche Familie der Apionen unterstützt. Damit wurde Konstantinopel, abhängig vom Getreide aus dem Nilland, erpressbar. Währenddessen segelte Herakleios selbst, der anstelle seines betagten Vaters ging, 610 mit der Flotte nach Konstantinopel. Phokas wurde dort Anfang Oktober desselben Jahres entmachtet und auf grausame Art getötet.
Da die Quellen nur aus der Perspektive des Siegers berichten, ist denkbar, dass es sich bei der Revolte gegen Phokas vielleicht letztlich nur um einen Putsch gehandelt hat, wenngleich dies Spekulation bleiben muss. Herakleios war zunächst zweifellos ein Usurpator, genau wie sein Vorgänger. Denn zumindest anfangs unterschied sich die Politik des neuen Kaisers kaum von der seines Vorgängers; lediglich gegenüber den Aristokraten scheint Herakleios größeres Entgegenkommen gezeigt zu haben. Der Widerstand gegen die angreifenden Perser, die seit 603 oströmisches Territorium attackierten (siehe unten), scheint sogar erst einmal abgenommen zu haben, was allerdings teils dadurch zu erklären ist, dass Herakleios zunächst Schwierigkeiten hatte, seine Herrschaft zu konsolidieren: Auf den Sturz des Phokas folgte ein Bürgerkrieg, der die Kräfte des Imperiums band. Es ist zudem festzuhalten, dass die Regierung des Phokas zumindest in Teilen der Bevölkerung auf Widerstand gestoßen sein muss, da Herakleios sonst nicht so erfolgreich nach der Macht hätte greifen können. Die Herrschaft des Phokas führte zu einer politischen, militärischen und finanziellen Krisenzeit, die Herakleios letztlich doch überwand.

### Der Perserkrieg des Herakleios

#### Die ersten Kriegsjahre: der Verlust Syriens und Ägyptens
Die persischen Sassaniden, die alten Erzfeinde Ostroms, hatten seit der Zeit des Maurikios Frieden gehalten. Dessen Absetzung und Ermordung benutzte der persische Großkönig Chosrau II. jedoch 603 als Vorwand, um in oströmisches Gebiet einzufallen und verlorene Gebiete zurückzuerobern; damit begann der „letzte große Krieg der Antike“ (James Howard-Johnston).
Offenbar strebte Chosrau nach den unerwarteten Erfolgen schließlich wohl eine Wiederherstellung der „alten Grenzen“ des Perserreiches an. Zunächst aber präsentierte er einen Mann, der angab, Theodosius, ein Sohn des Maurikios zu sein, der das von Phokas angerichtete Blutbad angeblich überlebt habe, doch war nach einer Weile von ihm keine Rede mehr. In den ersten Jahren des Herakleios hatte Ostrom dann die bis dato größten Verluste in seiner Geschichte zu beklagen (Armenien war schon unter Phokas gefallen, ebenso die wichtige Festung Dara). Dennoch wäre es falsch zu behaupten, Herakleios habe nichts unternommen, um die persische Invasion zu stoppen oder wenigstens zu verlangsamen. Zudem muss auch bedacht werden, dass Herakleios zunächst im Inneren noch immer mit der Konsolidierung seiner Herrschaft beschäftigt war: So kam es unter anderem noch zu Kämpfen mit phokastreuen Truppen, deren Führer Komentiolos ein Bruder des Phokas war. Im Jahr 611 war der Widerstand der Phokas-Truppen dann zusammengebrochen, und oströmische Truppen leisteten bei Emesa den Persern Widerstand, wurden aber geschlagen. Persische Truppen drangen in der Folge teils nach Kleinasien vor und plünderten Kappadokien. 612 eroberte der oströmische Feldherr Priskos Kaisareia zurück. 613 unternahm der oströmische General Philippikos eine Invasion in Persarmenien und drang dabei tief in feindliches Gebiet vor; die Perser waren gezwungen, Truppen zurückzuziehen, um mit dieser Entwicklung fertigzuwerden. Währenddessen konnte sich Herakleios mit seinem Bruder Theodoros und seinem Vetter Niketas in Syrien vereinigen. Dort aber wurden die römischen Truppen in einer großen Schlacht nahe Antiochia am Orontes geschlagen; sie mussten sich eiligst nach Kleinasien zurückziehen. Im selben Jahr ging Damaskus an die Perser verloren.
Anschließend wandten sich die Perser nach Süden und eroberten 614 Jerusalem mitsamt dem Heiligen Kreuz, welches angeblich der christlichen Ehefrau Chosraus, Schirin, übergeben wurde. Dabei hatte der persische General Schahrbaraz offenbar die Juden zum Kampf gegen die Christen aufgefordert; es kam wohl zu einigen schweren Gräueltaten, die später auf christlicher Seite nicht vergessen wurden, obwohl die Perser ihre Unterstützung der Juden 617/18 einstellten und nun offenbar die miaphysitischen Christen favorisierten, die seit langer Zeit im Streit mit den orthodoxen Kaisern lagen. Die Perser fielen 616 schließlich in Ägypten ein, wo Niketas nur hinhaltenden Widerstand zu leisten vermochte. Das Land wurde bis 619 erobert und dann administrativ in das Sassanidenreich integriert, womit die Kornkammer des oströmischen Reiches in persischer Hand war – eine Katastrophe, der der Kaiser zunächst hilflos zusehen musste. Bereits eine bald nach dem Fall Jerusalems in großer Stückzahl geprägte Silbermünze (Hexagramma) mit der einzigartigen Aufschrift Deus adiuta Romanis („Gott, hilf den Römern!“) mag die verzweifelte Situation des Reiches illustrieren.
Denn auch an den übrigen Fronten war die Lage ernst. Während Herakleios’ Vorgänger Phokas auf dem Balkan noch von den Nachwirkungen der Balkanfeldzüge des Maurikios zehren konnte und diese Feldzüge unter Umständen sogar eine Zeit lang fortgesetzt hat, kamen die Folgen seiner späteren Untätigkeit unter Herakleios voll zum Tragen. Der zuständige magister militum per Thracias verfügte über keine schlagkräftigen Truppen; seit 615 fielen daher die Awaren und Slawen ungehindert in den Balkan ein (siehe hierzu Landnahme der Slawen auf dem Balkan). Währenddessen eroberten die Westgoten, mit deren König Sisebut Herakleios sich vor 617 noch einmal verständigt hatte, bis 625 den letzten von den Oströmern gehaltenen Landstrich im südlichen Spanien. Auch in finanzieller Hinsicht ergaben sich Schwierigkeiten, da ein Großteil der Steuereinnahmen wegbrach; dieses Problem wurde durch eine Finanzreform wenigstens teilweise gelöst. So wurden zahlreiche Donative und Privilegien gestrichen, wovon auch die Kirche betroffen war: Ein erheblicher Teil der Kirchenschätze wurde eingeschmolzen, um den Krieg finanzieren zu können. 619 verloren die Einwohner von Konstantinopel zudem nach fast drei Jahrhunderten das Privileg der kostenlosen Getreidespenden, was mittelfristig zu einem erheblichen Bevölkerungsschwund führte. Zugleich kam es wiederholt zu Seuchenausbrüchen, welche den organisierten Widerstand der römischen Truppen zusätzlich erschwerten.

#### Die Gegenoffensive des Herakleios

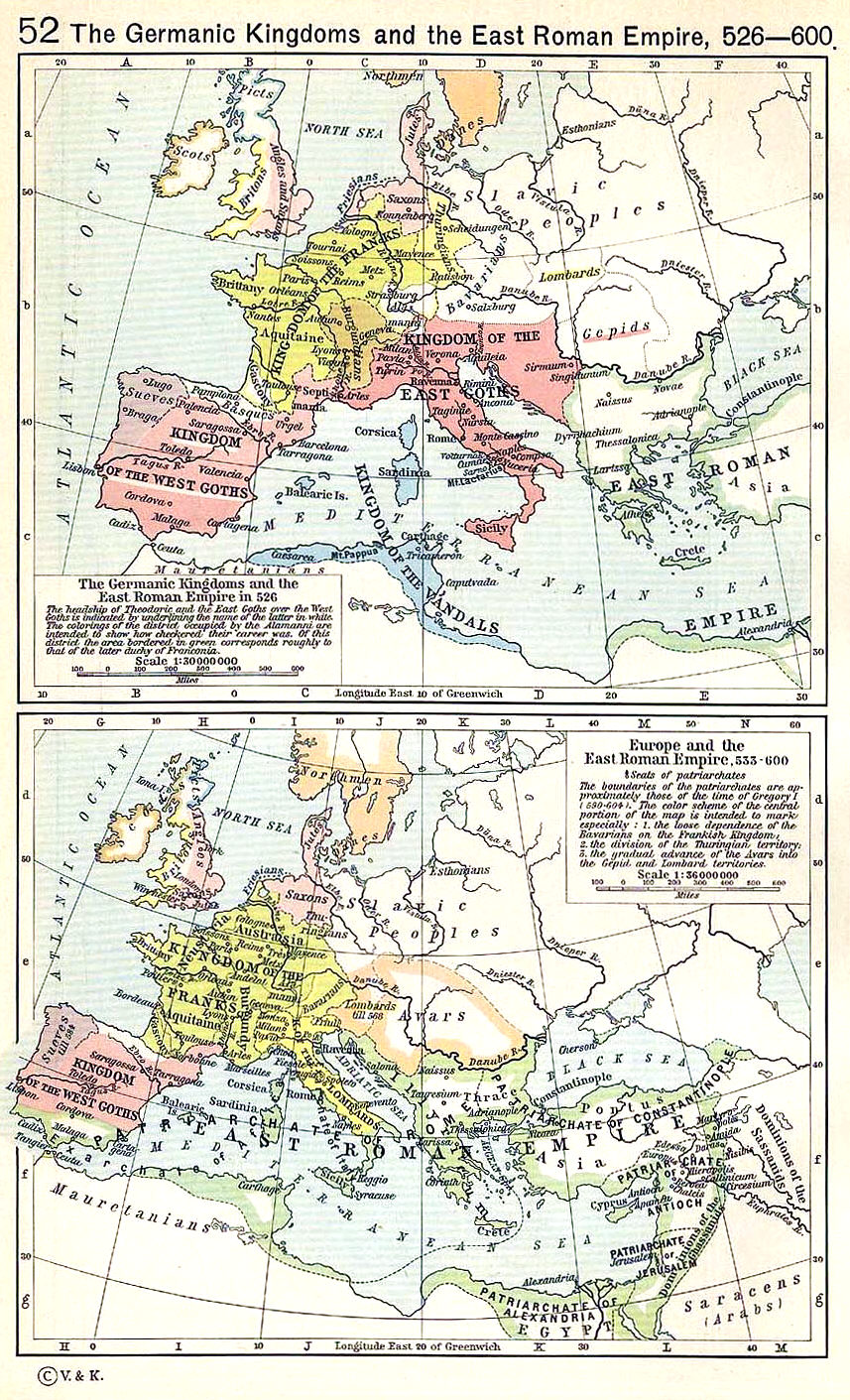
Das Oströmische Reich (oben ca. 526, unten ca. 533–600)

In der Bevölkerung Konstantinopels brodelte es angesichts der Rückschläge; ein Umsturz drohte. Die Lage des Kaisers war schließlich so verzweifelt, dass er laut dem Chronisten Nikephoros geplant haben soll, die Hauptstadt aufzugeben und sich ins sichere Karthago zurückzuziehen. Nur auf Drängen des Patriarchen Sergios soll er gegen seinen Willen im Osten geblieben sein und etwas später einen kühnen Plan gefasst haben: Er wollte in die Offensive gehen und den Feind in seinem eigenen Land schlagen. Dieser an sich sehr mutige Schritt zeigt aber letztendlich nur die ungemein schwierige Lage, in der sich der Kaiser zu jenem Zeitpunkt befand. Herakleios, der bereits 613 ein Heer nach Syrien begleitet hatte, erkaufte sich vom Awarenkhagan einen kurzen Frieden, sammelte die verbliebenen Truppen und verließ am 5. April 622 die Hauptstadt. Er begab sich mit dem Heer auf dem Seeweg nach Kleinasien. Vermutlich segelte die Flotte nach Pylai (lateinisch Pylae) in Bithynien (nicht nach Kilikien, wie teils in der älteren Forschung vermutet), wo er die Soldaten zunächst drillte. Schließlich marschierte der Kaiser landeinwärts; die genaue Route der Armee ist ebenso wie die genaue Stärke nicht bekannt, sie soll jedoch beachtlich gewesen sein.
Die Maßnahmen des Kaisers zeigten offenbar Wirkung: Wohl in Kappadokien konnte Herakleios Ende 622 (nach anderen Angaben Anfang 623) den persischen General Schahrbaraz schlagen, wenn auch nicht entscheidend. Danach überwinterte das Heer in Kleinasien, wobei Herakleios nach Konstantinopel zurückkehrte, um sich um die Bedrohung durch die Awaren zu kümmern, die aber durch weitere Tributzahlungen zunächst ruhiggestellt werden konnten; dabei wäre der Kaiser angeblich beinahe in die Hände der Awaren gefallen. Es ist in diesem Zusammenhang beachtenswert, dass Herakleios der erste Kaiser seit Theodosius I. war, der persönlich an der Spitze einer Armee ins Feld zog und somit mit einer über zweihundertjährigen Tradition brach: Seit 395 hatten die oströmischen Kaiser Konstantinopel und sein engstes Umland kaum mehr verlassen. Eventuell sah sich Herakleios aufgrund der vorherigen Erfolglosigkeit unter innenpolitischem Druck. Jedenfalls behaupten die Quellen, dass sich Herakleios nun, da er in die Offensive ging, als ein hervorragender Stratege erwies. Ganz ungewöhnlich für römische Feldherrn war dabei, dass der Kaiser sich in der Art eines hellenistischen Königs immer wieder selbst ins Kampfgetümmel begeben zu haben scheint.
Herakleios führte wohl insgesamt drei Feldzüge gegen die Sassaniden, wobei er zwischenzeitlich nach Konstantinopel zurückkehrte (wie 623) oder längere Zeit pausierte. Schließlich begab er sich in den Kaukasus, wo er Verstärkung von den dortigen christlichen Bewohnern erhielt. Der Feldzug 622 im Norden Kleinasiens war eher defensiver Natur; die beiden eigentlichen Gegenoffensiven des Herakleios fanden dann 624/25 und 627/28 statt. Das Besondere und Neuartige an dem Feldzug gegen die Sassaniden war, dass Herakleios persönlich an den Kämpfen teilnahm und den Krieg offenbar systematisch als eine Art „Kreuzzug“ gegen die „Feueranbeter“ propagierte: Es wurden Bilder von Christus im Heereslager aufgestellt, und aus Rache für die Verwüstung Jerusalems und der Mitnahme des Heiligen Kreuzes wurden mehrere Feuertempel zerstört; wenn man der Darstellung des Georg von Pisidien folgt, entstand eine beinahe „mystizistische“ Stimmung bei den oströmischen Truppen. Dennoch blieb die Lage schwierig; eine einzige Niederlage des Kaisers hätte wohl das Ende des Reiches bedeutet, und oft genug entkam er den Feinden nur knapp.
In den Jahren 624 und 625 wurde vor allem in der Kaukasusregion gekämpft. Herakleios, der im März 624 Konstantinopel wieder verließ, wo er sich einige Zeit aufgehalten hatte, marschierte nun über Theodosiopolis in Armenien ein. Die kaiserlichen Truppen eroberten eine ganze Anzahl von Städten, wobei die armenische Stadt Dvin sogar zerstört wurde. Anschließend folgte ein Zug nach Aserbaidschan, einem Zentrum des Zoroastrismus, wo der Kaiser die Stadt Ganzak, in der sich Chosrau noch kurz zuvor aufgehalten hatte, stürmen und verwüsten ließ; dabei wurde auch der berühmte dortige Feuertempel zerstört. Herakleios verfolgte Chosrau allerdings nicht, denn zu diesem Zeitpunkt befanden sich zwei größere persische Armeen in seinem Rücken und machten nun Jagd auf ihn: Chosrau II., der nun offenbar ernsthaft besorgt war, hatte alle verfügbaren Truppen in Marsch gesetzt. Herakleios musste sich zunächst absetzen, konnte in der Folgezeit aber mehrere kleine persische Verbände schlagen. Er traf allerdings nie auf die sassanidische Hauptstreitmacht, und die Quellen dürften seine Erfolge übertreiben. Schahrbaraz wurde Ende 624 erneut geschlagen (Schlacht am Sarus), doch blieb seine Armee auch diesmal intakt, so dass sich Herakleios zunächst fluchtartig absetzen musste, zumal den Kaiser seine kaukasischen Hilfstruppen wohl teils im Stich ließen. Im Jahr 625 gelang es dem Kaiser jedoch wiederholt, persische Truppen auszumanövrieren und auch zu schlagen.
Im Sommer 626 kam es zur schwersten Krise des Krieges: Konstantinopel wurde von Awaren und Persern gemeinsam belagert; dennoch konnte sich die Stadt dank der Flotte halten, zumal weder den Persern noch den Awaren und Slawen das Übersetzen auf das jeweils andere Ufer gelang. Die Oströmer freilich führten die Aufhebung der Belagerung nicht zuletzt auf die Unterstützung der Gottesmutter zurück, womit dieser Sieg eine religiöse Dimension erhielt. Bei der Betrachtung der persischen Strategie – die offenbar die Strategie des Herakleios kopierten, den Feind in seinem Kernland zu treffen – fällt auf, dass die Perser in Kleinasien zwar plündernd einfielen, jedoch nie die Kontrolle über das gesamte Territorium erlangten.
Herakleios hatte derweil seine Truppen geteilt: Einen Teil schickte er zur Verstärkung in die von seinem ältesten Sohn und Mitkaiser Konstantin III. gehaltene Hauptstadt (wo sie vor Schahrbaraz, der die persischen Truppen während der Belagerung kommandierte, eintrafen), ein anderer Teil marschierte unter seinem Bruder Theodoros in Mesopotamien ein, wo sie den persischen General Schahin schlagen konnten, der dritte Teil verblieb beim Kaiser in Armenien.

#### Der Feldzug nach Ktesiphon und die Schlacht von Ninive

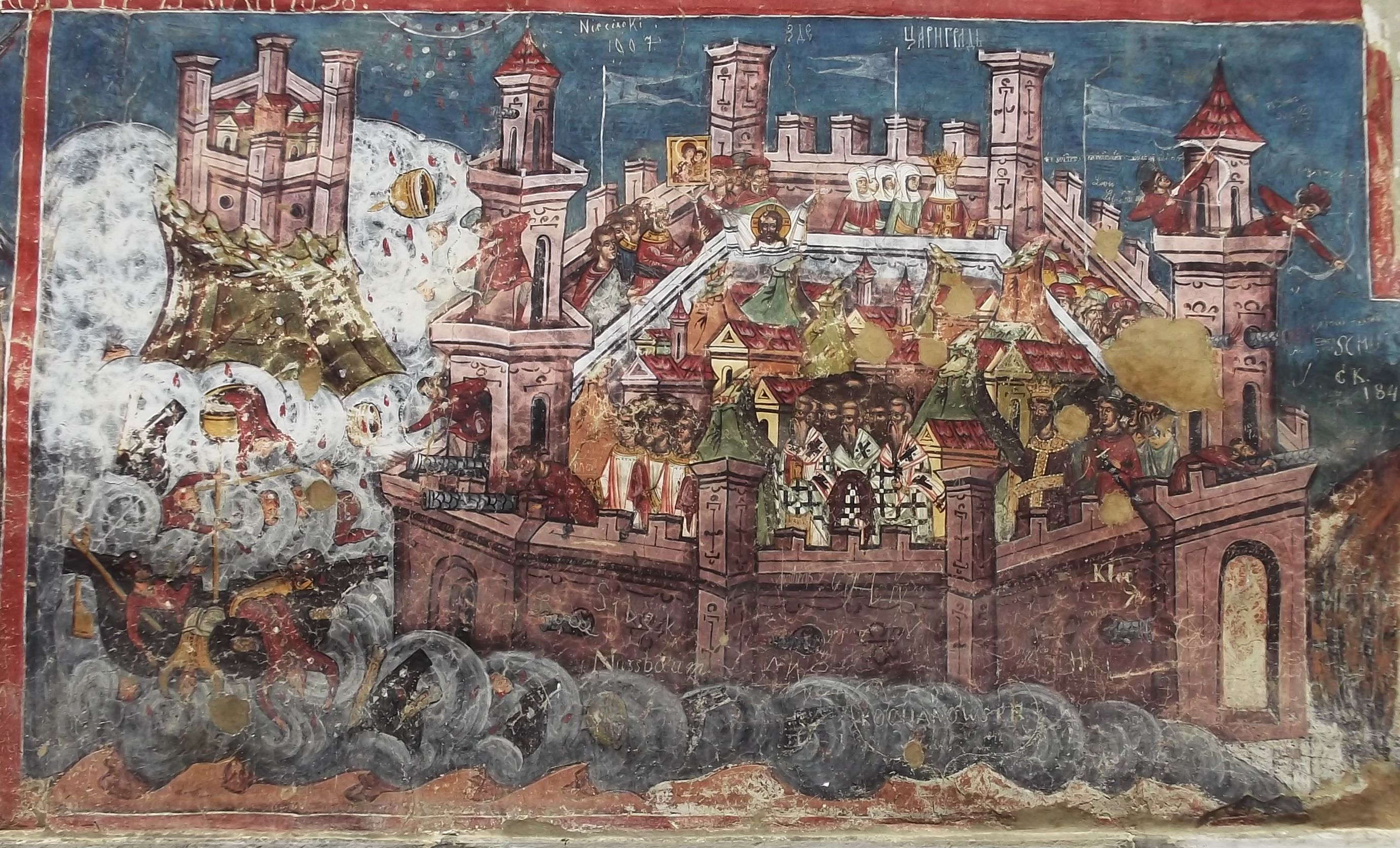
Darstellung der Belagerung von Konstantinopel 626 durch Perser und Awaren.

Die fehlgeschlagene Belagerung von Konstantinopel markierte den Wendepunkt des Krieges: Das Awarenreich auf dem Balkan zerfiel infolge innerer Unruhen, während die Römer weiter in die Offensive gingen. Herakleios sammelte weiter Truppen in Lasika am Schwarzen Meer und nahm Verhandlungen mit den Kök-Türken auf, den alten Feinden der Perser an deren Nordgrenze. Die Kök-Türken stellten dem Kaiser ebenfalls Truppen und fielen überdies Anfang 627 mit einer Invasion in das Hochland Ostirans ein. Wie folgenreich dieses türkische Eingreifen wahrgenommen wurde, belegen chinesische Quellen, die lediglich davon sprechen, die Perser seien von den Türken besiegt worden, und Herakleios überhaupt nicht erwähnen. Im Sommer 627 trafen zudem weitere römische Truppen aus Kleinasien beim Kaiser ein. Mit türkischer Unterstützung wurde ein persischer Verband unter Sharaplakan vernichtet, der persische General fiel in der Schlacht. Schahrbaraz, trotz mancher Niederlagen der beste General Chosraus, hatte sich nach Ägypten zurückgezogen und sollte in der Folgezeit auch nichts weiter gegen Herakleios unternehmen; offenbar hatte sich Chosrau mit seinem General überworfen. Herakleios, der nunmehr den südlichen Kaukasusraum kontrollierte, marschierte im September 627 von Tiflis aus nach Süden, wobei ihn seine türkischen Hilfstruppen aber später verließen.
Im Dezember 627 schlug Herakleios in der Schlacht bei Ninive eine kleinere Armee unter dem Kommando des Rhazates entscheidend, verzichtete aber wohlweislich auf die Belagerung Ktesiphons und besetzte stattdessen die Lieblingsresidenz Chosraus, Dastagird; die Stadt wurde wenig später geplündert und zerstört. Ob der Sieg bei Ninive wirklich kriegsentscheidende Bedeutung hatte, ist in der Forschung umstritten. Fest steht, dass die Schlacht das Selbstvertrauen der Oströmer wiederherstellte. Weihnachten feierte Herakleios in Kirkuk, wo sich die Besitzungen der Familie Yazdins befanden, eines einflussreichen nestorianischen Christen, der am Hof Chosraus II. als eine Art „Finanzminister“ fungiert hatte, vom Großkönig aber hingerichtet worden war.
Chosrau II., der Herakleios zuvor in herablassender Art und Weise als „elenden Diener und Sklaven“ tituliert hatte, hatte sich geweigert, den Krieg mit Herakleios abzubrechen, sondern hatte die Schuld für die Niederlagen seinen adligen Generälen zugeschoben und sie damit faktisch zur Rebellion ermuntert. Sein Verhalten nach der Schlacht bei Ninive wurde ihm als Feigheit ausgelegt; sein Verhältnis zur Aristokratie war ohnehin angespannt. Er floh nach Ktesiphon und wurde dort kurze Zeit später, im Februar 628, von seinem Sohn Siroe entmachtet und getötet, der auch alle seine Brüder (darunter den potentiellen Thronfolger Mardanschah) ermorden ließ. Konfrontiert mit einem unberechenbaren kaiserlichen Heer in Mesopotamien und einer großangelegten türkischen Offensive an der Nordostgrenze, sah die Adelsgruppe um Siroe offenbar keinen Weg mehr, den Krieg mit Ostrom in absehbarer Zeit siegreich zu beenden, und so bot man Herakleios Frieden an.

#### Die Rückführung der Kreuzreliquie nach Jerusalem

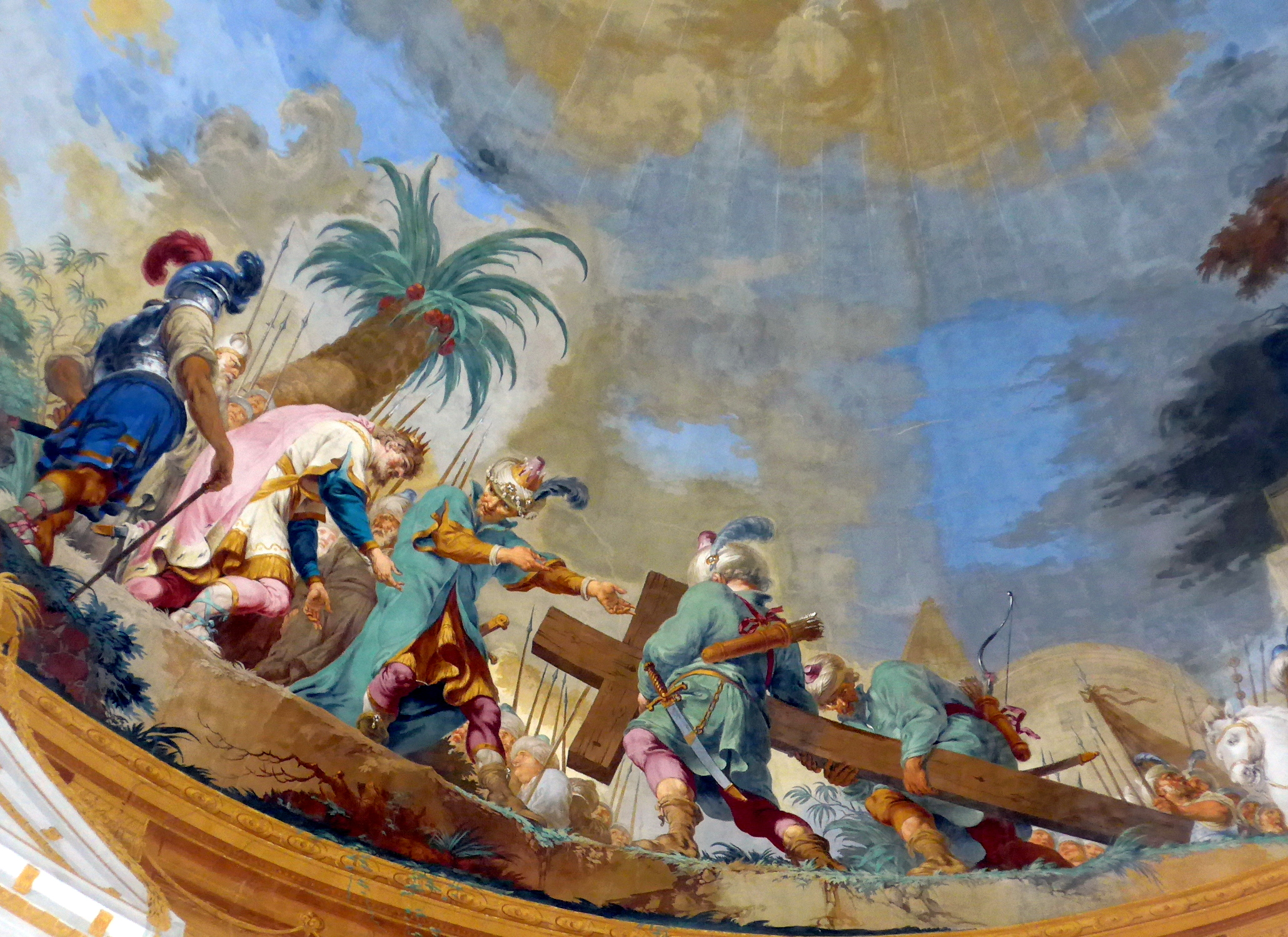
Rückgabe des Kreuzes Christi durch die Perser an Kaiser Herakleios 629/30 (Ausschnitt aus dem Deckenfresko der Vierungskuppel der Klosterkirche Wiblingen von Januarius Zick 1778).

Die Perser, bei welchen die Invasion des Herakleios wohl eine Schockwirkung hinterließ, obwohl der größte Teil ihrer Truppen immer noch ungeschlagen war, wünschten nun Frieden und mussten 629/30 alle seit 603 besetzten Gebiete und das Kreuz Christi zurückerstatten (die Rückführung des Kreuzes ist bis heute ein hoher Feiertag der orthodoxen Kirche). Reparationen mussten sie hingegen ebenso wenig leisten wie Gebiete abtreten: Herakleios hatte zwar die römischen Grenzen von 602 wiederherstellen können, aber eben auch nicht mehr; der Frieden wurde zwischen gleichrangigen Partnern geschlossen und stellte schlicht den status quo ante wieder her. Dennoch ließ er sich feiern. Der Kaiser brachte das Kreuz zunächst im Triumph nach Konstantinopel, am 21. März 630 (nach den neuesten Untersuchungen) zog er mit glänzendem Gefolge nach Jerusalem, um dort die hochverehrte Reliquie wieder in die Grabeskirche hinter dem Golgotahügel zu bringen. Nach einer Legende, die möglicherweise schon kurz nach dem Ereignis entstand, verschloss sich auf wundersame Weise das Stadttor, durch das der Kaiser zu Pferd und im prächtigen Ornat einziehen wollte. Erst als Herakleios auf Mahnung eines Engels (nach späteren Versionen des Patriarchen von Jerusalem) vom Pferd stieg und seine Prachtgewänder ablegte, um das Kreuz nach dem Vorbild Christi in Demut zu tragen, konnte er seinen Zug fortsetzen.

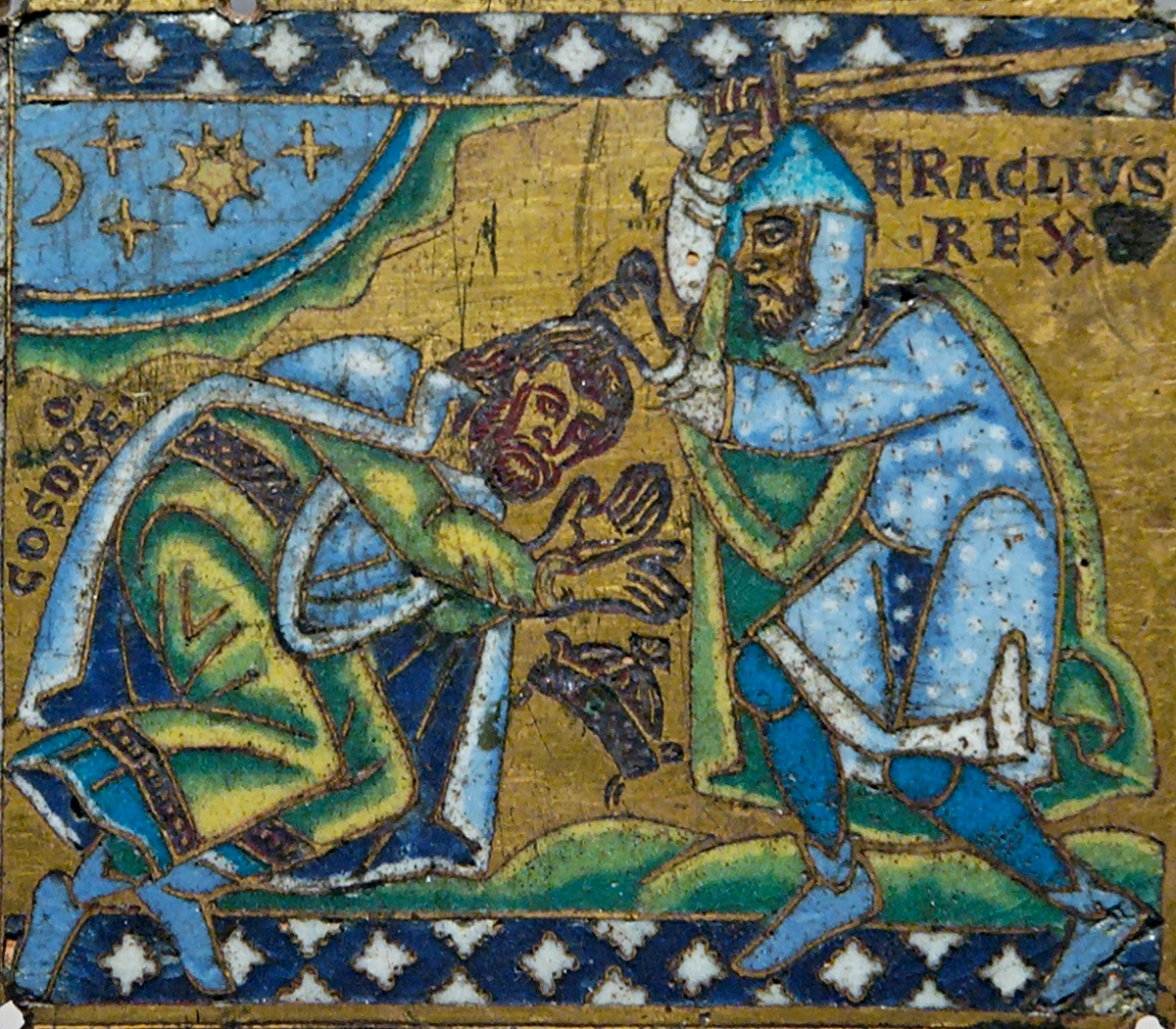
Herakleios (Eraclius) besiegt Chosrau II (Cosdroe), französische Darstellung des 12. Jahrhunderts.

Der Erfolg des Kaisers – wiewohl vielleicht von der Propaganda übertrieben – machte ihn im ganzen christlichen Abendland berühmt; so entstanden noch im Hochmittelalter Werke wie Meister Ottes Eraclius, die – ältere Vorläufer aufgreifend – das legendenhaft umgestaltete Leben des „Heiligen Heraclius“ schilderten. Dem merowingischen Frankenkönig Dagobert I. (629 bis 639) schickte der Kaiser einen Teil des Kreuzes (die Reliquie wurde 1789 zerstört), was seine Bekanntheit im Westen noch erhöht haben dürfte. Herakleios, der den Krieg nicht als einen Vernichtungs-, wohl aber als einen Rachekrieg geführt hatte, stand äußerlich auf dem Höhepunkt seiner Macht, zumal auch das Awarenreich auf absehbare Zeit handlungsunfähig war, wenn auch der Großteil der Balkangebiete für Ostrom noch sehr lange Zeit verloren war. Schon wurde Herakleios als ein neuer Alexander gefeiert, und das Sassanidenreich erlebte innere Wirren. Doch war dies ein trügerischer Sieg: Ostrom war durch den langen Krieg ausgeblutet.

### Der Einbruch der Araber und der Verlust der römischen Orientprovinzen
So ist es auch verständlich, dass die zum Islam bekehrten Araber (es gab auch christliche Araberstämme, wie etwa die Ghassaniden, die eine wichtige Rolle bei der Grenzverteidigung spielten) mit den beiden geschwächten Großmächten leichtes Spiel hatten. Im September 629 gelang es den römischen Verbänden noch, gemeinsam mit verbündeten christlichen Arabern ein muslimisches Heer bei Muta zu schlagen.
Nach dem Tode Mohammeds 632 und dem Sieg Abū Bakrs in den Ridda-Kriegen begann die eigentliche islamische Expansion. Die Angreifer brachen erfolgreich in Syrien ein und vernichteten im September 634 bei Marj Rahit eine christlich-arabische Armee des Kaisers; kurz danach wurden auch die lokalen oströmischen Truppen in zwei Gefechten geschlagen. 635 fiel Damaskus an die Angreifer; eine oft angenommene Belagerung ist fraglich, es kam aber in diesem Zusammenhang zu einer vertraglichen Übergaberegelung. Im Spätsommer oder Herbst 636 kam es dann zur entscheidenden Schlacht am Jarmuk: Herakleios, der die Attacken zunächst nicht recht ernst genommen hatte, waren doch Grenzgefechte nicht ungewöhnlich, schickte nun eine zahlenmäßig stärkere reguläre Armee. Doch die römischen Generäle arbeiteten aus Eifersucht schlecht zusammen, die Armee war inhomogen, und die arabischen Hilfstruppen des Kaisers gingen vielleicht teilweise zum Feind über. Die Schlacht endete mit einer katastrophalen Niederlage für die Oströmer; ein zweites verlorenes Gefecht nahe Damaskus, bei dem der Feldherr Vahan fiel, besiegelte wenig später den Verlust Syriens. Herakleios war sich der Tragweite wohl bewusst, denn er war angeblich mit den Worten „Lebe wohl, Syrien“ aus Antiochia am Orontes abgereist. Nachdem der römische Orient fast zwei Jahrzehnte lang sassanidisch gewesen war, hätte es eine Weile gedauert, bis sich die kaiserliche Herrschaft dort wieder fest etabliert hätte, doch dazu war es nicht mehr gekommen. Stattdessen rückten die Araber weiter vor, und manche Oströmer sahen das Weltende nahen. Ein zeitgenössischer Text fasst die damalige Stimmung eindrucksvoll zusammen:

„Vom Ozean, von Britannien, Hispanien, Francia und Italien bis Hellas, Thrakien, Ägypten und Afrika waren bis in unsere Tage römische Grenzsteine und die Standbilder der Kaiser zu sehen, denn auf Gottes Geheiß waren ihnen all diese Völker untertan. Doch nun sehen wir das Römerreich geschrumpft und erniedrigt.“

Erleichtert wurde der Triumph der muslimischen Truppen dadurch, dass die Loyalität vieler Einwohner der östlichen Provinzen, die ja bis zu zwanzig Jahre lang persisch beherrscht gewesen waren, kaum noch dem fernen Kaiser galt. Zudem hatte sich die oströmische Verwaltung unmittelbar nach der Rückgewinnung der Gebiete sehr unbeliebt gemacht; dabei spielte weniger die unpopuläre Religionspolitik eine Rolle als vielmehr die Forderung des Kaisers, die Steuern, die während der sassanidischen Besatzung angefallen waren, nun auf einen Schlag zu entrichten. Alleine von Damaskus verlangte man die gewaltige Summe von 100.000 Solidi. So ist es kaum überraschend, dass sich die Bevölkerung Syriens nach der Niederlage der oströmischen Truppen rasch mit den Arabern arrangierte, die anfangs tolerant auftraten und zudem weitaus geringere Abgaben verlangten, als es der Kaiser getan hatte.
Es wird kaum ein Trost für Herakleios gewesen sein, dass es den Persern, seinen ehemaligen Erzfeinden, noch schlechter erging: Das Sassanidenreich hatte sich unter dem letzten Großkönig Yazdegerd III. nur kurz erholen können und erlag nach der Schlacht bei Nehawand vollständig den Attacken der Muslime, die nun den Vorderen Orient kontrollierten. Ostrom verlor seinerseits bis 642 nicht nur Syrien und Palästina, sondern auch Ägypten.
Das Reich war nun auf die Stadt selbst, Kleinasien, die Ägäis, Karthago (das erst 698 fiel) und einige Küstengebiete in Griechenland (da dort auch die Bulgaren und Slawen große Gebiete überrannt hatten, siehe auch Sklavinien) zusammengeschrumpft. Dies war der Beginn eines jahrhundertelangen Kräftemessens, das Konstantinopel bis zu seiner Eroberung durch die Türken 1453 auszutragen hatte. Erst im späten 8. Jahrhundert und 9. Jahrhundert konsolidierte sich das Reich außenpolitisch noch einmal, doch die allermeisten nach 636 verlorenen Gebiete gewann es niemals wieder zurück.

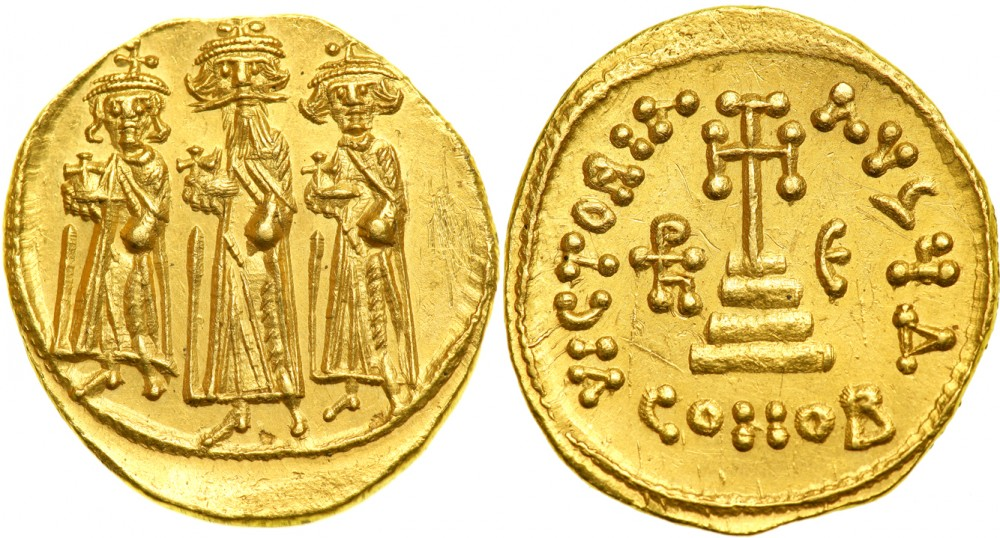
Solidus des Herakleios, flankiert von seinen Söhnen und Mitkaisern Konstantin III. (rechts) und Heraklonas (geprägt ca. 638–641)

### Innenpolitik
Innenpolitisch hatte Herakleios schwer mit dem ungelösten Problem des Miaphysitismus („Monophysitismus“) zu kämpfen, wobei er vergeblich bemüht war, die Kirche im Reich zu einigen: Um das Problem der zentralen Frage, ob Jesus nur eine (göttliche, wie die Miaphysiten meinten) oder zwei unvermischte Naturen (menschliche und göttliche, wie von den Orthodoxen seit dem Konzil von Chalcedon vertreten) gehabt habe, zu umgehen, wurde die Formel der Ekthesis (siehe auch Monotheletismus) entworfen, wonach Jesus jedenfalls nur einen Willen habe. Trotzdem schlug auch diese Kompromisslösung fehl, da die Mehrheit auf beiden Seiten unnachgiebig blieb und diesen Entwurf ablehnte. In gewisser Weise wurde das Problem der religiösen Einheit dann von außen gelöst, als die Araber diejenigen Provinzen, die nicht der Orthodoxie anhingen, eroberten.
Wohl schon 613 (nach anderen Angaben erst 622 oder 623) hatte Herakleios zudem, nach dem Tod seiner ersten Frau Eudokia (die ursprünglich Fabia bzw. Aelia Flavia hieß) und während eines Aufenthalts in Konstantinopel, seine Nichte Martina geheiratet, die Tochter seiner Schwester Maria. Diese Heirat sollte schwerwiegende Folgen haben, da sich der Kaiser damit dem Verdacht des Inzests ausgesetzt hatte und dadurch für Teile der Kirche diskreditiert war. Das Paar hatte mindestens neun Kinder: die Söhne Konstantin (?), Fabius, Theodosius, Heraklonas, David Tiberios und Martinos, sowie die Töchter Augustina, Anastasia (und/oder Martina) und Febronia. Fabius und Theodosius kamen behindert zur Welt, was als Strafe Gottes für die inzestuöse Ehe gewertet wurde.
Herakleios ordnete außerdem wohl nach 630 die Zwangstaufe von Juden an (ähnliches geschah jedoch auch beispielsweise im merowingischen Frankenreich). Der Kaiser wird ihnen auch misstraut haben, was aus deren Verhalten während der persischen Invasion resultierte (siehe oben). Die Juden, deren rechtliche Lage sich zuvor stetig verschlechtert hatte, hatten sich offenbar politische und religiöse Autonomie von den als relativ tolerant geltenden Persern erhofft. In der neueren Forschung wird allerdings darauf hingewiesen, dass die konkrete Umsetzung im gesamten Reich sehr fraglich ist und der Hintergrund der Maßnahme wohl eschatologischer Natur war; man hoffte so, den Staat in einer Zeit religiöser Unruhe zu stabilisieren. Letztlich scheiterte die kaiserliche Strategie wohl auch deswegen, weil das Zusammenleben der verschiedenen religiösen Gruppen stärker von pragmatischen Bedürfnissen geprägt war und so die konkrete Umsetzung vor Ort oft ausblieb.
Ob bereits Herakleios für die Errichtung der sogenannten Themenverfassung verantwortlich ist, ist in der Forschung sehr umstritten gewesen. Galt für den bekannten Byzantinisten Georg Ostrogorsky (den Verfasser des früheren Standardwerkes Geschichte des byzantinischen Staates. 3. Auflage. München 1963) dies noch als sicher, wird in den meisten modernen Darstellungen von dieser These aus gutem Grund Abstand genommen. In der Regel wird die Entstehung der Themen nun erst in die Zeit nach Herakleios verlegt und steht im Zusammenhang mit dem Rückzug der kaiserlichen Truppen aus den nun verlorenen Provinzen und der Neuorganisation der Militärverwaltung.
Im Inneren förderte Herakleios die Gräzisierung des Staates: So verzichtete er auf die lateinische Titulatur Imperator (bzw. deren griechische Form Autokrator) und nahm stattdessen den griechischen Titel Basileus an, der in offiziellem Kontext erstmals im März 629 erscheint. Als Amtssprache löste Griechisch endgültig Latein ab, denn schon seit längerem war Latein nur noch die Sprache des Militärs und der Verwaltung, nicht aber des Volkes. Dieses war seit der Zeit Alexanders langsam, in Syrien und Ägypten meist nur oberflächlich, aber in Kleinasien völlig hellenisiert worden und war damit eher griechisch geprägt. Mit Justinian I. war bereits 565 der letzte römische Kaiser gestorben, dessen Muttersprache noch Latein gewesen war.
Die Struktur der Verwaltung wandelte sich ebenfalls grundlegend. So verschwinden die Prätorianerpräfektturen, die seit dem frühen 4. Jahrhundert obersten zivilen spätrömischen Verwaltungsbehörden, im frühen 7. Jahrhundert aufgrund der wechselhaften und schweren Kampfhandlungen, die das Reich seit 600 erschütterten. Die Prätorianerpräfektur des Ostens ist zuletzt 629 nachweisbar, die Illyrische Präfektur wandelte sich bereits früher zu einer (aufgrund der Kampfhandlungen auf dem Balkan und der Landnahme der Slawen auf dem Balkan) nur noch begrenzt agierenden Behörde mit dem Standort Thessaloniki, die nordafrikanische Präfektur ist (trotz des Exarchats von Karthago) noch in den 640er Jahren und die Präfektur in Italien (trotz des Exarchats von Ravenna) zuletzt 639 nachweisbar.
Wirtschaftlich erwiesen sich die Verheerungen der kleinasiatischen Provinzen durch die Sassaniden als ein ernstes Problem. In vielen vormals blühenden Städten ging die Bevölkerung dramatisch zurück, ähnliches geschah auf dem Balkan, wo die Awaren und Slawen gewütet hatten. An Stelle der alten polis mit ihrer städtischen Selbstverwaltung trat das kastron, welches den militärischen Erfordernissen der Zeit besser Rechnung trug. Die orientalischen Provinzen, das ökonomische Rückgrat des Reiches, waren nach einer teils zwanzig und mehr Jahre dauernden sassanidischen Besetzung der Zentrale entfremdet; hier hätte eine kaiserliche Verwaltung überhaupt erst wieder installiert werden müssen, um die Ressourcen nutzen zu können, doch dazu kam es nicht mehr. Aufgrund der angespannten Finanzlage kam es bald nach 629 zu einer Abrüstung der kostspieligen Streitkräfte, was sich infolge der arabischen Invasion allerdings als fatal erwies. Allerdings gelang Herakleios in Ansätzen eine recht erfolgreiche Finanzreform (obwohl es Anzeichen für einen Rückgang der Geldwirtschaft gibt).
Literatur und Kunst erlebten um 630 noch einmal eine gewisse Nachblüte, bevor unter seinen Nachfolgern die Kultur der Spätantike auch im Osten immer weniger gepflegt wurde. So wirkte der letzte bedeutende antike Neuplatoniker, Stephanos von Alexandria, in der Hauptstadt. Stephanos verfasste mehrere Abhandlungen, unter anderem über Aristoteles und über mathematische Themen und wurde kurz nach der Thronbesteigung des Herakleios von diesem nach Konstantinopel gerufen, wo er fortan bis zu seinem Tod an der Hochschule der Stadt wirkte, während die philosophische „Schule von Alexandria“ unterging. Nach dem Tod des Stephanos sollte die diesbezügliche Tradition ebenfalls abbrechen und erst im 9. Jahrhundert in Konstantinopel wieder aufleben. Auch der Geschichtsschreiber Theophylaktos Simokates schrieb in der Regierungszeit des Herakleios seine Historien, die als das letzte Werk der antiken historiographischen Tradition gelten. Ein weiterer Beleg für die literarische Produktivität dieser Zeit sind die von Georg von Pisidien verfassten Gedichte, die bereits auf die mittelbyzantinische Zeit hinweisen.
Zum Ende seines Lebens ergaben sich in der Nachfolgefrage noch einmal Probleme, da Martina ihrem Sohn Heraklonas den Thron sichern wollte. Schon um 637 waren der illegitime Sohn Athalarich und Theodoros, ein Neffe des Kaisers, unter dem Vorwurf des Hochverrats verhaftet und grausam verstümmelt worden – man schnitt beiden Nasen, Ohren und Füße ab. Schließlich traten die beiden Söhne Konstantin III.und Heraklonas gemeinsam die Nachfolge an, als Herakleios am 11. Februar 641 in Konstantinopel sein Leben aushauchte. Konstantin starb aber sehr bald, und nach einer kurzen Herrschaft der Martina, die im Namen des unmündigen Heraklonas regierte, bestieg sein Sohn als Konstans II. den Thron. Unter ihm vollendete sich der Wandel des oströmischen in das byzantinische Reich.

## Bewertung
Herakleios wurde von Historikern traditionell günstig beurteilt, was primär mit seinen Erfolgen um 628 zusammenhängt, während man ihn von der Verantwortung für die Katastrophen vor 620 und nach 636 weitgehend freisprach. In letzter Zeit haben allerdings Forscher wie Chris Wickham oder Ralph-Johannes Lilie deutlich negativere Einschätzungen formuliert, während Historiker wie James Howard-Johnston zugleich den tatsächlichen Anteil des Kaisers am Sieg über die Sassaniden relativieren, wenngleich auch sie grundsätzlich die militärischen Fähigkeiten des Kaisers im Rahmen seiner Gegenoffensiven 622 bis 627 betonen. Der Ausgang der Debatte ist offen.
Herakleios setzte im Inneren des Reiches weitreichende Reformen durch, die für das Byzantinische Reich bis zu seinem Untergang prägend sein sollten und das Ende der spätantiken Phase des Reiches markierten. Unter ihm verlor das oströmische bzw. frühbyzantinische Reich durch die Gräzisierung des Staates auch weitgehend seinen spätrömischen Charakter.
Herakleios war augenscheinlich ein kompetenter Militär. Er konnte zwar das Reich vor den Sassaniden retten, aber nicht mehr vor dem Ansturm der Araber. Mit dem Verlust der wichtigsten Provinzen und der Beschränkung auf Kleinasien, Süditalien und den Balkan endete das spätantike oströmische Reich, und das byzantinische Reich des Mittelalters nahm seinen Anfang.